# ГАЗ-44 (газобаллонный)
ГАЗ-44 (газобаллонный) — среднетоннажный грузовой автомобиль Горьковского автозавода грузоподъёмностью 1,1 т (1100 кг), представлявший собой модернизированный вариант полуторки ГАЗ-ММ. Такое же название имеет выпущенный в 1970-х годах армейский универсальный плавающий автомобиль Газ-44 (GAZ-44 army truck).
По сути, это первый советский газобаллонный серийный автомобиль, работавший на газовом топливе. Базовой моделью машины явилась полу́торка (Газ-ММ). Природный газ для заправки, сжатый до 200 атмосфер, хранился в шести баллонах массой 65 кг каждый и располагались под грузовой платформой. Баллоны и газовая аппаратура утяжелили машину по сравнению с базовой на 420 кг и на столько же снизилась грузоподъёмность. Мощность двигателя уменьшилась на 16%. Колея колёс составляла: передних 1405 мм, задних 1600 мм. Газовый автомобиль Газ-44 построен в 1939 году, был выпущен небольшой промышленной партией и эксплуатировался в нескольких городах страны.